# Коробанов Леонід Опанасович
Леонід Опанасович Коробанов (15.04.1915 — 23.03.1993) — український радянський інженер-будівник, інженер-залізничник, лауреат Ленінської премії.

## Біографія
Л. О. Коробанов народився 15 квітня 1915 року у сім'ї залізничного інженера Коробанова Опанаса Мироновича і Коробанової (до шлюбу Ольховикова) Олександри Василівни. Був другою дитиною у сім'ї, мав двох братів і сестру.
Закінчив Курський будівельний технікум (1933) і Московський інститут інженерів залізничного транспорту (МІІЗТ) (роки навчання 1936—1941), Вищі академічні курси військово-транспортної академії (1954).
У 1933—1936 працював на залізничних будівництвах в Москві, Харкові.
Л. О. Коробанов відрізнявся творчим підходом до справи. Зокрема, під час навчання у ВНЗ виграв конкурс на найкращий проект вхідної групи до державної установи у м. Москві. Під час навчання отримував стипендію імені 16 партз'їзду за відмінне навчання. У студентські роки познайомився з Оленою Іванівною Алимовою, яка була відмінницею і отримувала Сталінську стипендію, навчаючись у тому ж ВНЗ. Вона стала його дружиною і вірною супутницею життя на більше ніж 50 років.

### Участь у Другій світовій війні та служба після війни
Закінчивши Московський Інститут інженерів транспорту, Л. О. Коробанов не зміг поїхати за розподілом, оскільки розпочалася війна. З початку війни він служив у залізничних військах Червоної Армії, в 1941 році — пройшов курси середніх командирів (Ленінград, Кострома). В 1941—1943 рр. — служив заступником командира роти у 15-ій залізничній бригаді Північно-західного фронту. В 1943—1947 рр. — служив старшим інженером, потім — заступником командира батальйону по технічній частині у 15-ій залізничній бригаді, у 120-му, пізніше — 100-му окремому шляховому батальйоні. В 1947—1948 рр. — служив інженером виробничого відділу, а в 1948—1951 рр. — начальником виробничого відділу в управлінні 2-го залізничного корпусу (Київський військовий округ).
Під час війни і перші повоєнні роки Л. О. Коробанов пройшов шлях від заступника командира роти (1941) до заступника командира корпусу (на цій посаді був з 1955 по 1973 рік), мав звання інженер-полковник. Брав участь у бойових діях: 1941—1942 рр. — Південно-Західний фронт, 02.1942—08.1942 — Калінінський фронт, 08.1942—01.1943 — Сталінградський фронт, 01.1943—11.1943 — Південний фронт, 11.1943—07.1944 — Третій Український фронт, 07.1944—11.1944 — Другий Білоруський фронт, 11.1944—04.1945 — Перший Білоруський фронт.
По закінченні війни Л. О. Коробанов був направлений на службу в залізничні війська в м. Київ. У 1951—1953 рр. він проходив службу начальником відділу технічної розвідки в обмеженому контингенті центральної групи військ у Австрії, в Управлінні залізничних військ. У 1953—1954 роках Л. О. Коробанов здобув вищу військову освіту у м. Ленінграді на Вищих академічних курсах військово-транспортної академії. Після закінчення був направлений для проходження служби у м. Київ, Управління 2-го залізничного корпусу, де він з 1955 по 1973 рр. працював на посаді заступника командира корпусу та головного інженера. У шістдесятих роках обирався у Київську міську раду народних депутатів.

### Інженерна та винахідницька діяльність

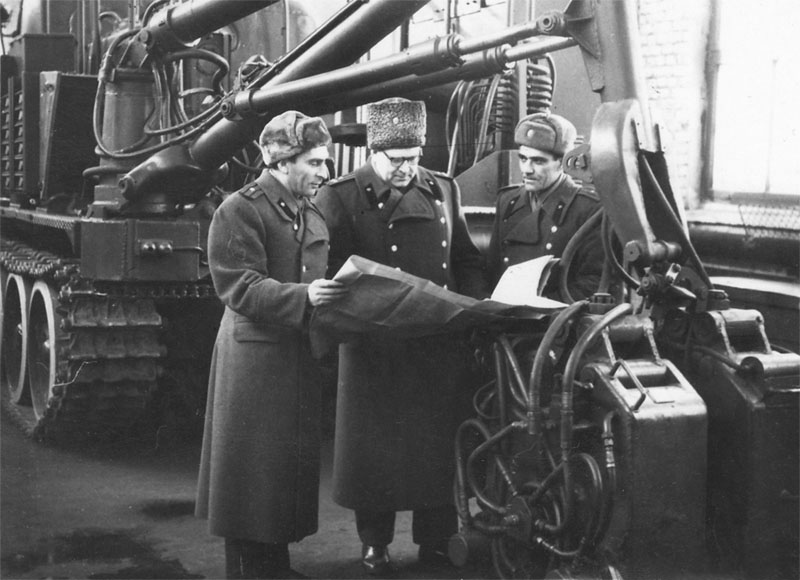
Л. О. Коробанов (у центрі) біля рейкозварювального агрегату К-155 (1966 р., ст. Дарниця, Київ)

У перші повоєнні роки Л. О. Коробанов  був зайнятий на відновленні та будівництві залізничних шляхів, військових казарм, а також одноквартирних шлакоблочних будинків для особового складу. При цьому ним були зроблені та описані у рекомендаціях щодо організації транспортного будівництва удосконалення, що стосуються підвищення продуктивності праці, покращення використання парку механізмів на 200 і більше відсотків, а також зменшення кількості працівників у 5—6 разів за рахунок використання поточного методу. Сутність поточного методу в будівництві полягає в тому, що бригада робочих після завершення робіт на одній ділянці, переходить на другу, з другої — на третю і так далі, виконуючи на кожній ділянці, у певній планомірній послідовності, однойменні роботи за своєю спеціальністю. Такий підхід у повоєнні роки був прогресивним, оскільки дозволяв значно пришвидшити відновлення і будівництво, а також підвищити кваліфікацію солдатів, що працювали на цих роботах. Розробка стосується поділу будівельного процесу на цикли, визначення кроку (або ритму) потоку.
Досвід роботи рейкозварювальної бази, яка була обладнана за участю і під керівництвом Л. О. Коробанова на станції Дарниця Південно-Західної залізниці для зварювання нових рейок довжиною 12,5 м у 25-метрові батоги був описаний у журналі «Транспортне будівництво» за 1963 рік. За представлення робіт по зварюванню рейок у батоги на ВДНГ СРСР він був удостоєний малої золотої медалі ВДНГ СРСР — на той час це була передова технологія, яка була закуплена рядом зарубіжних країн.
Плідна співпраця Л. О. Коробанова з М. П. Корнєєвим, В. І. Поповим та вченими Інституту електрозварювання імені Є. О. Патона спонукала до створення самохідного електрозварювального агрегату для зварювання рейок у польових умовах. За цю роботу інженер-полковник Л. О. Коробанов і ряд співробітників Інституту електрозварювання ім. Є. О. Патона були удостоєні Ленінської премії.
Застосування рейкозварювальних агрегатів К-155 при відновленні залізничних доріг збільшує темпи відновлення шляхів, знижує трудомісткість, підвищує індустріалізацію робіт. Трудомісткість відновлення шляхів з використанням рейкозварювального агрегату складає при 10-годинній зміні і довжині звареного батога 400 м — 81 людино-день. Технологія дозволяла використовувати як нові рейки, так і шматки вже використаних, так звані «рубки». Л. О. Коробанов і далі продовжував вдосконалювати технічну сторону транспортного будівництва та популяризувати використання машин та механізмів.
Л. О. Коробанов знаходив технічні рішення багатьох проблем, що виникали у житті та в роботі. За свої винаходи він отримав ряд авторських свідоцтв. Брав участь у інженерному забезпеченні будівництва моста метро через р. Дніпро у м. Києві. 
Вийшовши у запас, він працював заступником начальника Управління будівництва урядових будівель при Раді Міністрів УРСР.

## Сім'я
Дружина — Алимова Олена Іванівна (1918—2006).
Діти: Коробанова Надія Леонідівна (1947—1992), фізик, авторка двох авторських свідоцтв (1973, 1986) та багатьох наукових статей, Коробанов Віталій Леонідович (1951—1985), фізик, займався науковою та викладацькою діяльністю, Коробанова Ольга Леонідівна, психологиня, кандидат психологічних наук, працює в Інституті соціальної та політичної психології НАПН України.

## Нагороди

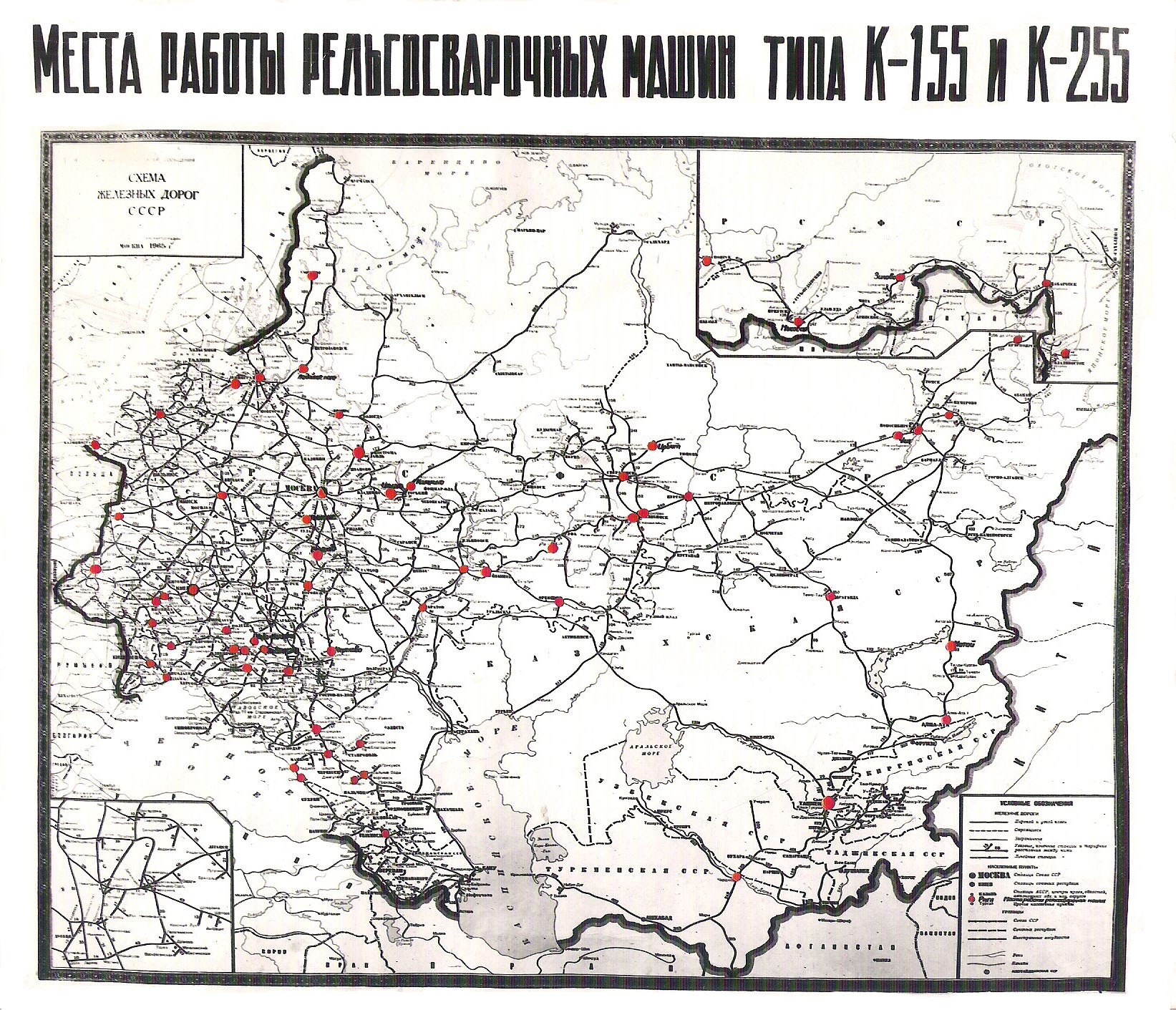
Карта залізниць СРСР з місцями роботи рейкозварювальних машин типу К-155 і К-255 (позначені червоними кружками)

- Ленінська премія 1966 року в галузі науки і техніки — за розробку технології та обладнання для зварювання рейок в польових умовах при ремонті і будівництві залізничних шляхів.
- Орден Вітчизняної війни 2-го ступеня (1985)
- Орден Трудового Червоного Прапору (1966)
- Орден Червоної Зірки (1943)
- Орден Червоної Зірки (1956)
- Орден «Знак Пошани» (1971)
- Медаль «За бойові заслуги» (1951)
- Медаль «За оборону Москви» (1945)
- Медаль «За оборону Сталінграда» (1943)
- Медаль «За перемогу над Німеччиною у Великій Вітчизняній війні 1941—1945 рр.» (1945)
- Медаль «В ознаменування 100-річчя з дня народження Володимира Ілліча Леніна»
- Медаль «20 років перемоги у Великій Вітчизняній війні 1941—1945 рр.» (1965)
- Медаль «30 років перемоги у Великій Вітчизняній війні 1941—1945 рр.» (1975)
- Медаль «Ветеран Збройних сил СРСР» (1977)
- Медаль «За бездоганну службу» 1 ступеня (1963)
- Медаль «30 років Радянській Армії та Флоту» (1948)
- Медаль «40 років Збройних Сил СРСР» (1958)
- Медаль «50 років Збройних Сил СРСР» (1968)
- Медаль «60 років Збройних Сил СРСР» (1978)
- Медаль «70 років Збройних Сил СРСР» (1988)
- Медаль «У пам'ять 1500-річчя Києва»
- Мала золота медаль Виставки досягнень народного господарства СРСР «За успіхи в народному господарстві СРСР» (1962)
- Почесне звання «Заслужений будівельник Української РСР»
- Знак «Кращому ударнику, який успішно закінчив МІІТ»
- Знак «Почесний залізничник»
- Нагрудний знак «Відмінний відновник»
- Нагрудний знак «Ветерану залізничних військ»
- Нагрудний знак "Відмінник Держпостачу СРСР"